# Eristalis cingulata
Eristalis cingulata är en tvåvingeart som beskrevs av Sack 1927. Eristalis cingulata ingår i släktet slamflugor, och familjen blomflugor. Inga underarter finns listade i Catalogue of Life.